# Nhà thờ Santa María (Salvatierra)
Nhà thờ Santa María (Tiếng Tây Ban Nha: Iglesia de Santa María) là một nhà thờ nằm ở Salvatierra/Agurain, Tây Ban Nha. Nó được công nhận là Bien de Interés Cultural năm 1984.